# Alura, Chitapur
Alura là một làng thuộc tehsil Chitapur, huyện Gulbarga, bang Karnataka, Ấn Độ.